# Diplôme national supérieur d'expression plastique
Le Diplôme national supérieur d'expression plastique (DNSEP), conférant un grade de master et de niveau 7 au répertoire national des certifications professionnelles, sanctionne un cursus de cinq années d'études post-baccalauréat dans les écoles nationales, régionales et municipales d'art sous tutelle du ministère de la Culture en France.

## Le diplôme
Le Diplôme national supérieur d'expression plastique (DNSEP) est homologué par arrêté du 20 décembre 1977 au niveau I au répertoire national des certifications professionnelles (RNCP). Le grade de master lui est associé jusqu'en 2021,.
Il permet de se présenter aux concours externe et interne du CAPES et au concours externe du CAPET (arrêté du 7 juillet 1992, JO du 21 juillet 1992), ainsi qu'aux concours externe et interne (sous réserve des conditions d'ancienneté de service) de l'agrégation (arrêté du 21 juillet 1993, JO du 20 août 1993). Trois options sont possibles : l'art, la communication et le design. Certaines options peuvent avoir des orientations spécifiques qui sont alors précisées par des mentions.

Pour obtenir le diplôme, les étudiants doivent avoir obtenu tous leurs crédits ECTS, effectué au moins un stage en second cycle d'études, rédigé un mémoire généralement consacré à un sujet lié à leur travail plastique, puis participé à deux soutenances : l'une pour le mémoire, avec un jury de deux personnes, constitué d'un enseignant interne à l'école et d'une personnalité extérieure titulaire d'un doctorat, puis une soutenance constituée d'une exposition d'œuvres plastiques, face à un jury de cinq personnes, dont quatre sont extérieures à l'école.
| Nom du diplôme (niv. RNCP/ CEC, sauf (-)) | Années                                          |                                                          | |               |            |                    |                      |                           |                         |                         |                         |                         |                   |                       |                             |  |  |  |          |
| Nom du diplôme (niv. RNCP/ CEC, sauf (-)) | 9 et +                                          |                                                          | DE Médecin DES (-)                                                                                                  | HDR (-)       |            |                    |                      |                           |                         |                         |                         |                         |                   |                       |                             |  |  |  | DESV (-) |
| Nom du diplôme (niv. RNCP/ CEC, sauf (-)) | +8                                              | Doctorat (8)                                             | DE Médecin DES (-)                                                                                                  | DSA DPEA (-)  | DEC (-)    |                    |                      |                           |                         |                         |                         |                         |                   |                       |                             |  |  |  | DESV (-) |
| Nom du diplôme (niv. RNCP/ CEC, sauf (-)) | +7                                              | Doctorat (8)                                             | DE Médecin DES (-)                                                                                                  | DSA DPEA (-)  | DEC (-)    |                    |                      |                           |                         |                         |                         |                         |                   |                       |                             |  |  |  | DESV (-) |
| Nom du diplôme (niv. RNCP/ CEC, sauf (-)) | +6                                              | Doctorat (8)                                             | DE Dentaire (-) DE Pharmacie (-) DFASM (7)                                                                          | HMONP (-)     | DEC (-)    | DE Vétérinaire (-) |                      |                           |                         |                         |                         |                         |                   |                       |                             |  |  |  |          |
| Nom du diplôme (niv. RNCP/ CEC, sauf (-)) | +5                                              | DFASO DFASP DEMK DESF (7)                                | Master (7) | DEA (7)       | DSCG (7)   | DNSEP(7) DSAA (-)  | CCO DE IA DE IPA (7) | CA (7) CNSMD(7) CNSAD (-) | MSc MBA MS Diplovis (-) | ENC (-) ENS (-) INP (-) | ENS (-) IAE (7) ESC (-) | EI (7) ENS (-) DEFV (7) |                   |                       |                             |  |  |  |          |
| Nom du diplôme (niv. RNCP/ CEC, sauf (-)) | +4                                              | DFASO DFASP DEMK DESF (7)                                | Master (7) | DEA (7)       | DSCG (7)   | DNSEP(7) DSAA (-)  | CCO DE IA DE IPA (7) | CA (7) CNSMD(7) CNSAD (-) | MSc MBA MS Diplovis (-) | ENC (-) ENS (-) INP (-) | ENS (-) IAE (7) ESC (-) | EI (7) ENS (-) DEFV (7) |                   |                       |                             |  |  |  |          |
| Nom du diplôme (niv. RNCP/ CEC, sauf (-)) | +3                                              | DFGSM DFGSO DFGSP DFGSMa (6)                             | Licence (6) | LP BUT (6)    | DEEA (6)   | DCG (6)            | DN MADE DNA (6)      | DE I (6) IFPS IRFSS (-)   | DNSP (6)                | ENC (-) ENS (-) INP (-) | ENS (-) IAE (7) ESC (-) | EI (7) ENS (-) DEFV (7) | IRTS (3-6)        | Bachelor Diplovis (-) |                             |  |  |  |          |
| Nom du diplôme (niv. RNCP/ CEC, sauf (-)) | +2                                              | DFGSM DFGSO DFGSP DFGSMa (6)                             | Licence (6) | LP BUT (6)    | DEEA (6)   | DCG (6)            | DN MADE DNA (6)      | DE I (6) IFPS IRFSS (-)   | DNSP (6)                | BTS (5)                 | AL/BL LSH (-)           | ECG D1 D2 (-)           | IRTS (3-6)        | Bachelor Diplovis (-) | BC MP PC PSI PT MPI TSI (-) |  |  |  |          |
| Filière, discipline ou spécialité         | +1                                              | L.AS PASS (-)                                            | Licence (6) | LP BUT (6)    | DEEA (6)   | DCG (6)            | DN MADE DNA (6)      | DE I (6) IFPS IRFSS (-)   | DNSP (6)                | BTS (5)                 | AL/BL LSH (-)           | ECG D1 D2 (-)           | IRTS (3-6)        | Bachelor Diplovis (-) | BC MP PC PSI PT MPI TSI (-) |  |  |  |          |
| Filière, discipline ou spécialité         |                                                 | Médecine Odontologie Pharmacie Maïeutique Kinésithérapie | Arts - Commerce, économie - Droit - Enseignement - Lettres et langues - Sciences humaines - Sciences et technologie | Pro ou Techno | Architecte | Comptabilité       | Arts Design Mode     | Paramédical et santé      | Musique Danse Comédie   | Social Sports           | Libre Technique         | STS                     | Lettres           | Économie              | Scientifique                |  |  |  |          |
| Filière, discipline ou spécialité         | Université, École délivrant un diplôme national | Université, École délivrant un diplôme national          | Université, École délivrant un diplôme national                                                                     | École         | École      | École              | École                | École                     | École                   | École Privée            | École, Lycée CPGE       | École, Lycée CPGE       | École, Lycée CPGE | École, Lycée CPGE     |                             |  |  |  |          |

## Écoles
- École supérieure d'art d'Aix-en-Provence - ESAAix , option Art, et option Art Mention Temps Réel[6] ;
- École supérieure d'art et de design de Reims, option Art, option Design mention objet, option Design mention culinaire, option Design mention design graphique & multimédia, option Design mention design d'objet et d'espace ;
- École supérieure d'art de Clermont Métropole, option Art ;
- École nationale supérieure d'art de Dijon, option Art et option Design mention design d'espace ;
- École nationale supérieure d'art de Nancy, option Art, option Communication et option Design ;
- École supérieure d'art de design d'Amiens, option Design mention design graphique, option Art mention images animées, option Design mention design numérique ;
- École européenne supérieure de l'image de Poitiers et Angoulême, option Art, option art mention Bande dessinée, option art mention Création numérique ;
- École supérieure d'art et design de Saint-Étienne, option Art et option Design ;
- École supérieure d'art et design de Grenoble-Valence (ESAD-GV), option Art et option Design graphique, option Design mention design graphique ;
- École supérieure des beaux-arts de Nantes Métropole, option Art ;
- École européenne supérieure d'art de Bretagne, sites de Brest, Lorient, Quimper et Rennes, option Art, option Communication, option Design ;
- École supérieure d'art d'Avignon, option Art mention Création-Instauration et Conservation-Restauration ;
- École supérieure d'art des Pyrénées — Pau Tarbes, option Art mention Design graphique et multimédia, option Art mention céramique ;
- École régionale des beaux-arts de Besançon, option Art et option Communication ;
- École supérieure d'art du Nord-Pas de Calais / Dunkerque-Tourcoing, option Art mention arts visuels & performatifs, option Art mention formes émergentes et expositions ;
- Campus caraïbéen des arts, option Art, option Art mention design d'objet ;
- École d'enseignement supérieur d'art de Bordeaux, option Art, option Design ;
- École nationale supérieure de la photographie d'Arles ;
- École nationale supérieure des beaux-arts de Lyon, option Art, option Design mention design d'espace, option Design mention design graphique ;
- École nationale supérieure d'art de Bourges, option Art ;
- École nationale supérieure d'art de Limoges, option Art, option Art mention design d'objet ;
- École nationale supérieure d'art de Nice, option Art ;
- École nationale supérieure d'arts de Paris-Cergy, option Art ;
- École supérieure d'art et de design Marseille-Méditerranée, option Art, option Design ;
- École supérieure d'art et de design de Valenciennes, option Art, option Design mention design d'espace ;
- École supérieure d'art et design Le Havre-Rouen, option Art, option Design (parcours édition, numérique et art, média, environnement) ;
- École supérieure des beaux-arts de Montpellier Méditerranée Métropole, option Art ;
- École supérieure des beaux-arts de Nîmes, option Art ;
- École supérieure des beaux-arts du Mans, option Art, option Design mention design sonore, option Design mention computationnel et mécatronique ;
- École supérieure des beaux-arts de Tours, option Art mention conservation-restauration des œuvres sculptées;
- École supérieure d'art de l'agglomération d'Annecy, option Art, option Design mention design d'espace ;
- École supérieure d'art et de design Toulon Provence Méditerranée, option Art ;
- Haute école des arts du Rhin, option Art, option Art mention objet, option Art mention scénographie, option Communication mention didactique visuelle, option Communication mention graphisme, option Communication mention illustration, option Design, option Design mention design textiles, option Design mention espace de la cité ;
- École supérieure des beaux-arts de Toulouse, option Art, option Design, option Design mention design graphique ;
- Pavillon Bosio – École supérieure d'arts plastiques de la ville de Monaco, option Art mention art et scénographie ;
- École régionale des beaux-arts d'Angers, option Art mention art & média, option Design ;
- École européenne supérieure de l’image, option Art mention bande dessinée, option Art mention création numérique, option Art mention pratiques émergentes ;
- École supérieure d'arts et médias de Caen - Cherbourg, option Art mention corps/espaces, option Art mention espaces-corps, option Art mention formes/langages, option Communication mention édition, option Communication mention intermédias ;
- École supérieure d'art de Lorraine, option Art mention dispositifs multiples, option Art mention systèmes graphique et narratifs ;
- École supérieure d'art de La Réunion, option Art mention paysages ;
- Haute école d'art Perpignan, option Art mention transition documents ;
- École supérieure d'art de Cambrai, option Communication mention design graphique ;
- École supérieure d'art et de design d'Orléans, option Design mention design des communs, option Design mention design des médias.